# Rudolph Müller
Rudolph Müller (auch: Rudolf) (* 11. Februar 1839; † nach 1871) war ein deutscher Jurist und Politiker.

## Leben
Müller war evangelisch-lutherischer Konfession. Er schlug eine juristische Karriere ein und war 1875 Justizamtmann beim Justizamt Lobenstein. Ab dem 27. Januar 1875 war er Prokurator der milden Stiftungen im unterländischen Bezirk. Er wurde zum Justizrat ernannt.
Politisch stand er dem linken Flügel der Nationalliberalen nahe. Vom 24. November 1868 bis zum 12. Januar 1870 war er Mitglied im Landtag Reuß jüngerer Linie. Er legte das Mandat am 21. Januar 1870 nieder. In der Nachwahl wurde er jedoch wiedergewählt und gehörte so dem Landtag erneut vom 24. Mai 1870 bis 1871 an. Vom 24. November 1868 bis zum 15. Juni 1871 war er im Landtag Schriftführer.